# Exorcismo en el Vaticano
The Vatican Tapes (titulada: Las cintas del Vaticano o Los documentos del Vaticano en Hispanoamérica y Exorcismo en el Vaticano en España y México) es una película de terror estadounidense del año 2015 dirigida por Mark Neveldine. Está protagonizada por Olivia Taylor Dudley y Djimon Hounsou.

## Sinopsis
En la Ciudad del Vaticano, el vicario Imani (Djimon Hounsou) le muestra al cardenal Bruun (Peter Andersson) el caso de Angela Holmes (Olivia Taylor Dudley), una joven estadounidense sospechosa de albergar un espíritu maligno.
Tres meses antes en los Estados Unidos, Angela recibe una fiesta sorpresa de cumpleaños de su padre Roger (Dougray Scott), y su novio, Peter "Pete" Smith (John Patrick Amedori). Se corta accidentalmente el dedo y es llevada de urgencia al hospital, donde se encuentra brevemente con el padre Lozano (Michael Peña). Se le inyecta un suero que causa una infección y en casa, sufre una convulsión y se la cuida en un hospital. Unos días después, es liberada, pero en el taxi camino a casa, agarra violentamente el volante, causando un accidente que la deja en coma durante 40 días. Justo cuando su soporte vital está a punto de desconectarse, ella aparece, aparentemente en perfecto estado de salud.
Sin embargo, Angela comienza a mostrar síntomas de posesión demoníaca cuando casi ahoga a un bebé, y luego obliga a un detective a suicidarse. Lozano la envía a un hospital psiquiátrico y Roger, angustiado, confiesa que la madre de Angela era una prostituta; estuvo embarazada solo unos meses después de que Roger la conoció antes de irse abruptamente, lo que implica que Roger simplemente adoptó a Angela. La posesión de Angela empeora; ella se burla de su psiquiatra, la Dra. Richards (Kathleen Robertson), y finalmente culmina con su discurso en arameo que induce la histeria y el suicidio masivo en sus pacientes. Decidiendo que nada puede salvarla, el hospital la libera.
La película vuelve a la actualidad y Bruun concluye que Angela está poseída por el anticristo, debido a la presencia de los cuervos a su alrededor, que son agentes de Satanás y le ordena a Imani que se quede atrás mientras él se dirige a los Estados Unidos para curarla. Un exorcismo que planea involucra una eucaristía, donde Angela reacciona vomitando sangre y escupiendo tres huevos, que simboliza una Trinidad pervertida. Bruun también comenta que su nacimiento de una prostituta pervierte el nacimiento virginal de Jesucristo. Bruun se da cuenta de que el anticristo ya es parte de Angela; matarlo también significaría la muerte de Angela. Justo después de que Bruun matara a Angela, ella se levanta como el anticristo resucitado, reflejando la resurrección de Jesús y mata a Bruun, Roger y Pete. Ella perdona a Lozano y le dice que informe a la Santa Sede que el anticristo está vagando por la Tierra.
Tres meses después, Lozano, dado de alta del hospital, visita el Vaticano e Imani le permite el acceso a los archivos. Le muestran imágenes de lo que ha sucedido desde entonces: Angela regresa como la única "sobreviviente" del exorcismo además de Lozano y ahora está haciendo milagros para reunir seguidores. La película termina con ella entrando en una gran sala para saludar a sus seguidores estirando los brazos.

## Reparto
- Michael Peña como Padre Lozano.
- Djimon Hounsou como vicario Imani.
- Dougray Scott como Roger Holmes.
- Olivia Taylor Dudley como Angela Holmes.
- John Patrick Amedori como Pete.
- Alexey Vorobyov como el Dr. Kulik
- Michael Paré como el detective Harris.
- Kathleen Robertson como la Dra. Richard.